# 稲田条件
稲田条件（英: Inada conditions）とは、マクロ経済学における新古典派成長モデルの生産関数に関する仮定である。経済の成長経路が安定的になることを保証する。日本の経済学者の稲田献一にちなんで名付けられた。宇沢弘文により、この条件が導入された。
与えられる関数{\displaystyle f(x)}は以下の6つの条件を満たす。
1. 関数 {\displaystyle f(x)}は原点を通る ： {\displaystyle f(0)=0}
2. 微分可能関数である，
3. {\displaystyle x_{i}}に関して増加関数である： {\displaystyle \partial f(x)/\partial x_{i}>0},
4. {\displaystyle x_{i}}に関して関数の2階微分は負である（すなわち、関数は上に凸）： {\displaystyle \partial ^{2}f(x)/\partial x_{i}^{2}<0},
5. {\displaystyle x_{i}}がゼロに近づくとき、1階微分の極限は正の無限大である： {\displaystyle \lim _{x_{i}\to 0}\partial f(x)/\partial x_{i}=+\infty },
6. {\displaystyle x_{i}}が限りなく大きくなるとき、1階微分の極限はゼロである： {\displaystyle \lim _{x_{i}\to +\infty }\partial f(x)/\partial x_{i}=0}